# Jandrain-Jandrenouille
Jandrain-Jandrenouille (en wallon Djandrin-Djangnoûle) est une section de la commune belge d'Orp-Jauche située en Région wallonne dans la province du Brabant wallon.
C'était une commune à part entière avant la fusion des communes de 1977.

## Démographie
- Sources:INS, Rem:1831 jusqu'en 1970=recensements, 1976= nombre d'habitants au 31 décembre

## Histoire
La commune de Jandrain-Jandrenouille est née de la fusion des deux communes de Jandrain et de Jandrenouille par décret impérial du 14 juillet 1812 alors qu'elles faisaient partie du département français de la Dyle sous le régime napoléonien.
Jandrain avait deux hameaux : Jauche-La-Marne et Genville. À Jauche-La-Marne il reste la ferme et moulin de Hemptinne et un ancien moulin sur la Petite Gette. Aujourd'hui, Genville et Jandrain ne forment plus qu'un.
Sur la carte de Ferraris, Jandrenouille est nommé Jandrenoeul alors que Jandrain garde le nom de Jandrain.

Dans la Préhistoire il y a des minières néolithiques de silex à Jandrain. Plusieurs puits d’extraction et ateliers de taille néolithiques (ca. 5000 avant J.-C.) ont été mis au jour.

## Patrimoine et culture

### Patrimoine architectural

#### Patrimoine religieux
- L'église Saint-Pierre de Jandrain.
- L'église Saint Thibaut de Jandrenouille.

#### Patrimoine civil
- La ferme de la Féculerie, rue de la Féculerie, 32 à Jandrain.
- La ferme de la Dîme, rue de Genville 1 à Jandrain, ancienne dépendance de l'abbaye d'Heylissem.
- La cense Hiquet, rue de Branchon 1 à Jandrenouille.
- La ferme de l'abbaye de Sainte-Gertrude de Louvain, rue du pont-ferré, 4 à Jandrain.

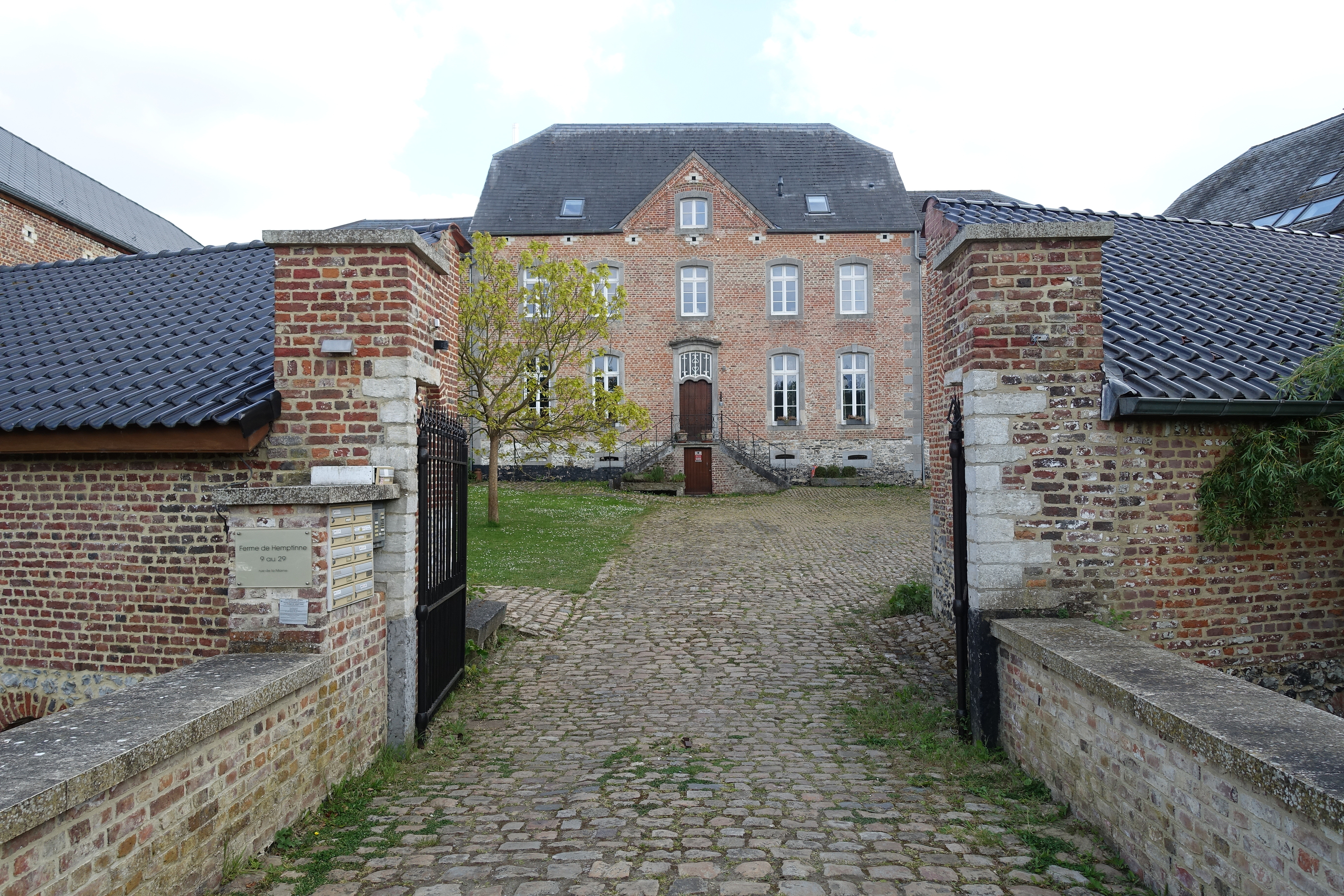
Ferme et moulin de Hemptinne (Jauche-la-Marne).
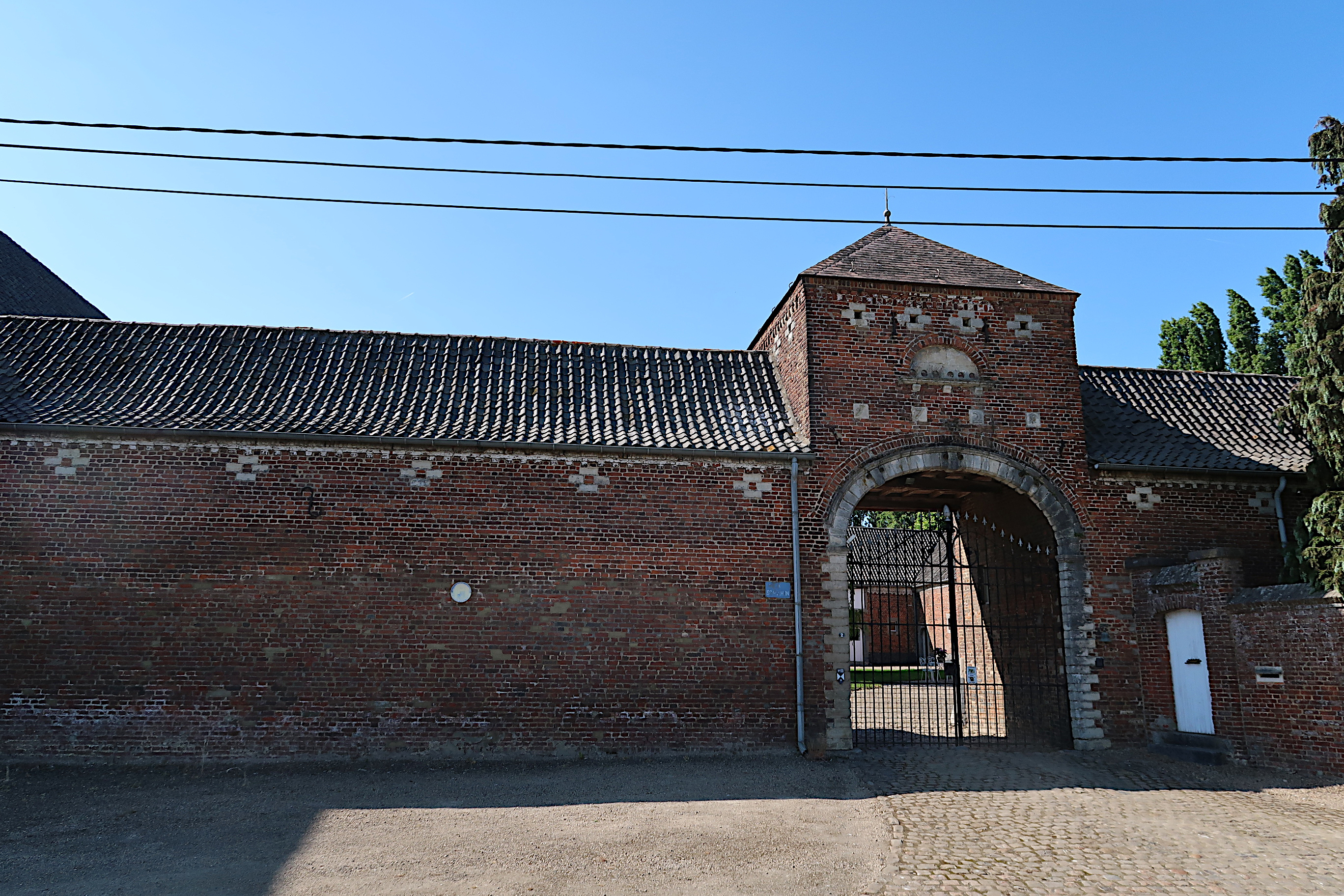
Ferme Hiquet Jandrenouille.
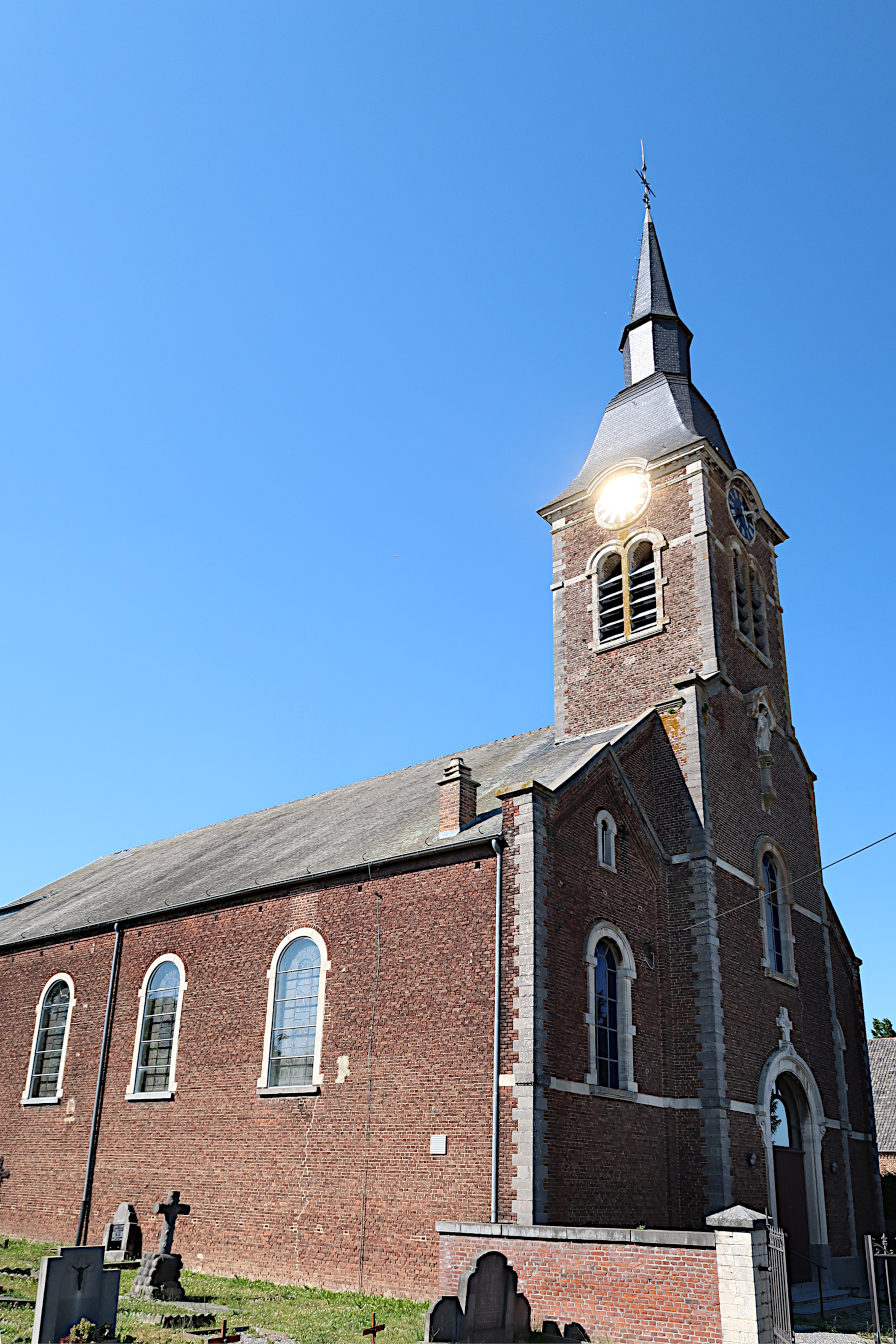
Eglise Saint-Thibaut de Jandrenouille.

### Culture

#### Festivités
Les festivités locales ont lieu le dernier weekend de juin à Jandrain et le premier weekend du mois d'août à Jandrenouille.

## Économie
À Jandrain on trouve :
- une micro-brasserie est abritée dans la ferme de la Féculerie depuis 2006. La première bière de la brasserie de Jandrain-Jandrenouille est commercialisée depuis 2007. Il existe actuellement trois variétés de bières spéciales. ;
- une station service ;
- la ferme de la Dîme vend une partie de ses produits au particulier : pommes et poires et jus de pommes.

## Vie associative

### Jumelage
- Restigné (France)